# Landschaftsschutzgebiet Grünlandverbund Aa

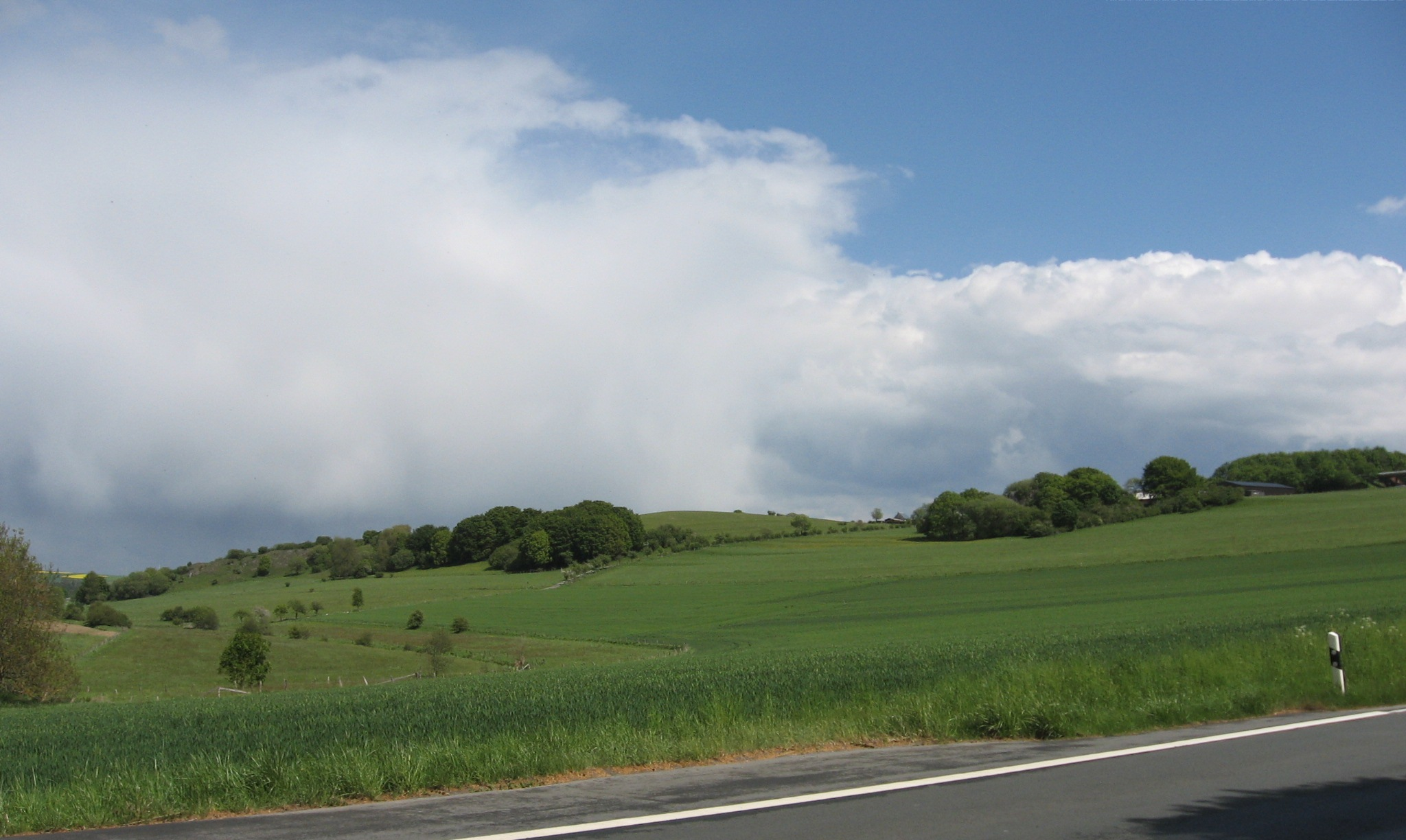
Landschaftsschutzgebiet Grünlandverbund Aa mit Naturschutzgebiet Blumenstein im Hintergrund

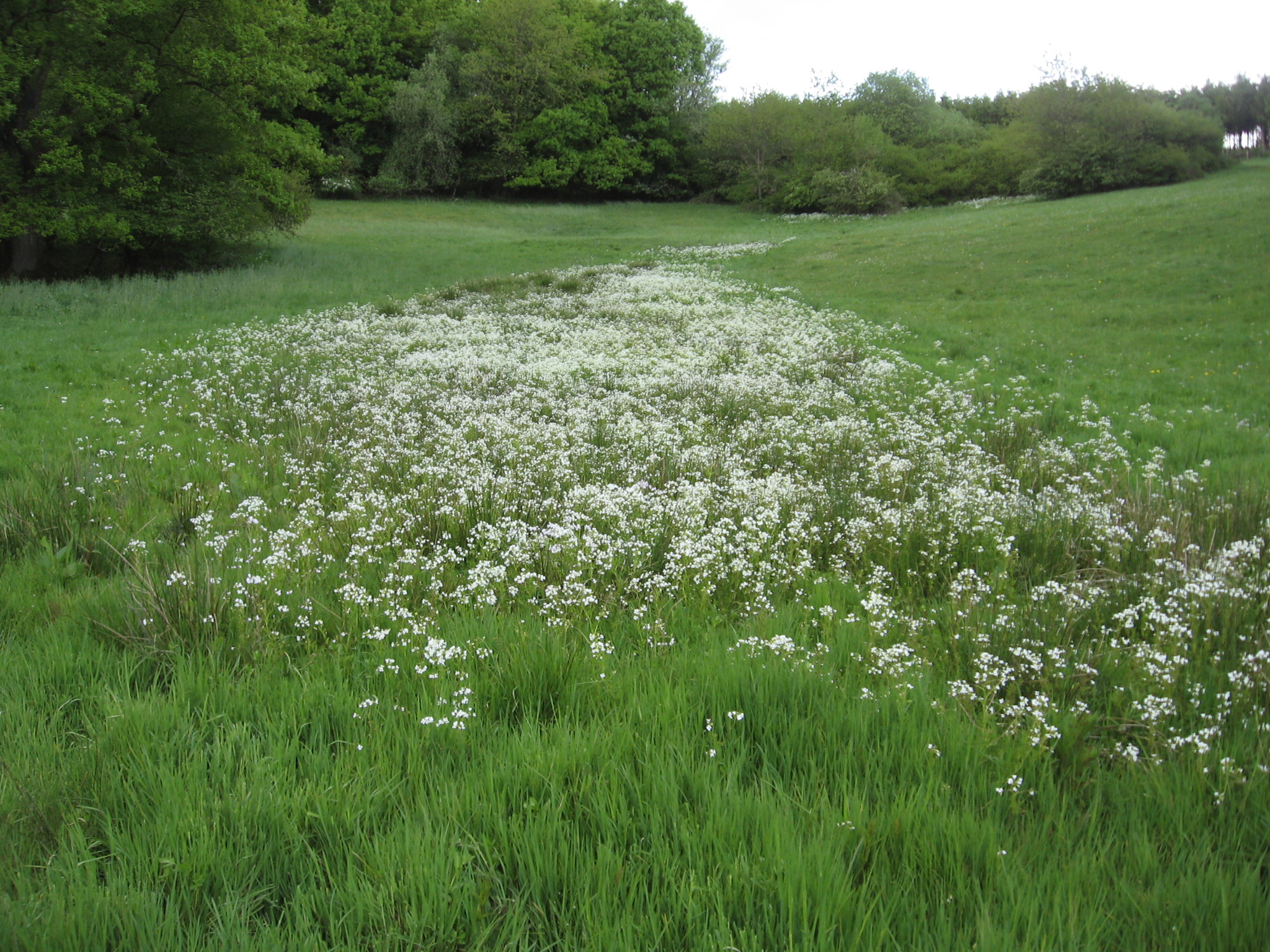
Großer Bestand des Bitteren Schaumkrautes beim Sonderhof

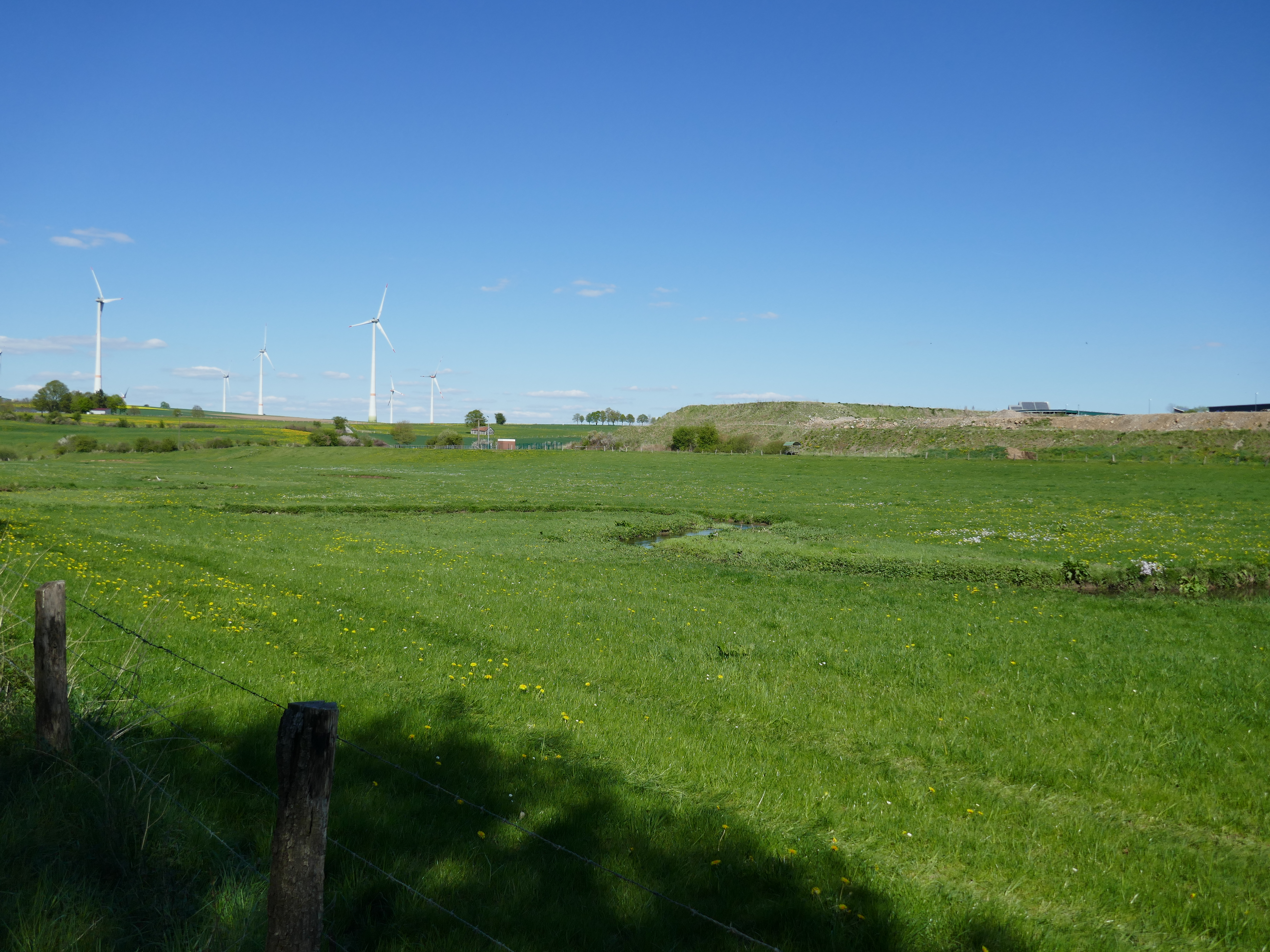
Renaturierter Bereich der Möhne im LSG

Das Landschaftsschutzgebiet Grünlandverbund Aa mit 213,18 ha Größe umfasst Gebiete westlich bis nördlich von Brilon. Das Landschaftsschutzgebiet Grünlandverbund Aa wurde 2008 mit dem Landschaftsplan Briloner Hochfläche durch den Hochsauerlandkreis als Landschaftsschutzgebiet (LSG) ausgewiesen. 

## Beschreibung
Der Lauf der Aa liegt bis zur der Mündung in die Möhne (auch Hunderbecke), mit Ausnahme der ersten Meter in Altenbüren, in diesem LSG. Auch die Möhne nördlich der Briloner Kläranlage und ein Stück nördlich der Einmündung der Aa liegen im Gebiet. Es liegen auch mehrere Zuflüsse der Aa mit ihrer Umgebung im LSG. Der größte Zufluss ist die Fülsenbecke. Der Oberlauf der Aa ist zum Einmündungsbereich der Hillbringse strukturlos und stark begradigt. Nach der Einmündung der Hilbringse ist die Aa überwiegend naturnah mit Mäandern, Steil- und Flachufern ausgeprägt. Sie weist hier unterschiedlichen Fließgeschwindigkeiten auf und ist von Ufergehölzen und Fließgewässervegetation begleitet. Die Flächen der verschiedenen Aamühlen sind wie Inseln vom LSG ausgenommen worden. Die Mühlengräben der Aamühlen sind teils wertvolle Biotope mit Fließgewässervegetation. Das LSG geht bis an die Bebauung am Westrand von Brilon und an die Bebauung des Industriegebietes beim Klärwerk.
Im Schutzgebiet liegt fast nur Grünland, dass meist als Mähwiese genutzt wird. Nur kleinflächig wird das LSG als Ackerland genutzt. Beim Großteil des LSG handelt es sich um flaches Gelände. Am Westrand und Nordrand von Brilon sind auch Hangflächen im Gebiet enthalten. Bei den Hangflächen handelt es sich meist um relativ magere Standorte, die vorrangig dem Verbund der hier liegenden Naturschutzgebiete dienen. Während sonst nur die Aa selbst ein geschütztes Biotop ist, ist dies beim naturnahen Bachverlauf der Fülsenbecke anders. Rund um den Sunderhof und das anschließende Kerbtälchen sind geschützte Biotope dokumentiert. Am Oberlauf befinden sich Feldgehölze, Böschungen und sogar stark verbuschtes Magergrünland. Der schwach geneigte und breite Unterlauf der Fülsenbecke verläuft dann im intensiven Mähgrünland und kleinflächig auch in Ackerland.
Mitten im LSG liegt das Naturdenkmal Doline Schwelgenkamp. An das LSG grenzen oder liegen mitten darin verschiedene Naturschutzgebiete. Dabei handelt es sich von West nach Ost um das Naturschutzgebiet Gericht, Naturschutzgebiet Hexenstein, Naturschutzgebiet Kleinschmidts Mühle, Naturschutzgebiet Brandige Mühle, Naturschutzgebiet Niedermühle, Naturschutzgebiet Ratmerstein und Naturschutzgebiet Blumenstein. Nördlich grenzt im Wesentlichen das Landschaftsschutzgebiet Wintertal/Escherfeld an. Südlich grenzt im Wesentlichen das Landschaftsschutzgebiet Offenland am nördlichen Ortsrand Brilon an. Das Westende wird nur durch eine Grünlandfläche von Altenbüren getrennt. Im westlichen Bereich grenzt es im Süden an die B 7.
Der Landschaftsplan führt als Entwicklungsmaßnahme auf: „Der unmittelbar nördlich an die B 7 angrenzende Oberlauf der Aa und die Mündungsbereiche ihrer Nebentälchen sind durch Renaturierung der hier verlaufenden Fließgewässer und eine Aufwertung ihrer Auen in ihrer ökologischen Verbundfunktion zu stärken bzw. wiederherzustellen (§ 26 LG).“

## Schutzzweck
Die Ausweisung erfolgte zur Erhaltung, Ergänzung und Optimierung eines Grünlandbiotop-Verbundsystems, insbesondere mit den Naturschutzgebiets-Ausweisungen im Grünland. Dadurch sollen Tiere und Pflanzen Wanderungs- und Ausbreitungsmöglichkeiten behalten. Wie die anderen Landschaftsschutzgebiete vom Typ C dient auch diese Ausweisung als Pufferzone für angrenzende Naturschutzgebiete.

## Rechtliche Rahmen
Das Landschaftsschutzgebiet Grünlandverbund Aa wurde als Landschaftsschutzgebiet vom Typ C, Wiesentäler und bedeutsames Extensivgrünland, ausgewiesen. In den Landschaftsschutzgebieten vom Typ C des Landschaftsplangebietes sind Erstaufforstungen und auch die Neuanlage von Weihnachtsbaumkulturen, Schmuckreisig- und Baumschulkulturen verboten. Ferner besteht ein Umwandlungsverbot von Grünland und Grünlandbrachen in Acker oder andere Nutzungsformen. Eine maximal zweijährige Ackernutzung innerhalb von zwölf Jahren ist erlaubt, falls damit die Erneuerung der Grasnarbe vorbereitet wird. Dies gilt als erweiterter Pflegeumbruch. Dabei muss ein Mindestabstand von 5 m vom Mittelwasserbett eingehalten werden. Für den Anbau von nachwachsenden Rohstoffen ist eine Befreiung vom Verbot des Grünlandumbruchs im Rahmen einer Einzelfallprüfung möglich.